# Подільськ
Поді́льськ (до 1935 року Бірзула; у 1935—2016 роках — Котовськ) — місто в Україні, адміністративний центр Подільської міської громади та Подільського району Одеської області, важливий осередок південно-східної частини історичного регіону Поділля.
Відстань до обласного центру становить близько 195 км. Автошляхи, що зв'язують місто з обласним центром, — Р71 та E95.

## Назва
У травні 1935 року селище і залізнична станція Бірзула (назва запозичена від старого села Бірзула, нині в смузі села Любомирка Куяльницької сільської територіальної громади, розташованого за 2-3 км західніше залізничної станції в долині річки Ягорлик) отримало назву Котовськ за прізвищем більшовика Григорія Котовського (замолоду кримінального злочинця), який зробив військову та політичну кар'єру при встановленні радянської влади в Україні.
12 травня 2016 року місто Котовськ, у рамках декомунізації, було перейменовано на Подільськ, зважаючи на те, що розташоване воно на південному сході Подільської височини, у межах історичного Поділля.

## Загальні відомості
Зараз місто Подільськ — найбільше місто півночі Одеської області, центр Подільського району; значний залізничний вузол з розвинутою інфраструктурою залізничних підприємств; має промислові підприємства, розвинуту мережу підприємств торговельного та побутового обслуговування; в останнє десятиліття місто стало провідним торговельним центром півночі Одещини і флагманом успішного проведення житлово-комунальної реформи серед малих міст України.
Місто розташоване в північно-західній частині Одеської області на південних відрогах Подільської височини, на водорозділі річок Ягорлик і Тилігул. Місто займає площу 2,5 тис. гектарів. Населення становить 40718 осіб (2001).
Розташуванням міста на південно-західному порубіжжі України, у вузлі залізничних та шосейних шляхів у напрямку Київ — Одеса, з виходом на країни Південно-Східної Європи та Причорномор'я, визначене його особливе місце на мапі України.
На території міста розташовується командування Подільського прикордонного загону та управління Ягорлицької митниці.

## Географія

### Розташування
Подільськ розташований у північно-західній частині Одеської області, на відстані 188 км від обласного центру, займає південні відроги Подільської височини. Місто лежить на вододілі річок Ягорлик і Тилігул, займає площу 2,5 тис. га.

### Клімат
Клімат міста помірно-континентальний. Кліматичні умови сприятливі для вирощування цукрового буряка, кукурудзи, соняшнику, гречки, гороху. [2, c. 207]

### Екологія
Основними забруднювачами довкілля є стихійні сміттєзвалища, забруднення води, атмосфери автомобільними машинами. У місті функціонує екологічне об'єднання активістів під назвою «Екологічний фонд м. Подільська». Основними завданнями організації є вирішення екологічних проблем, а саме: проблема сміттєзвалищ, поганої води, вирубування лісів, та побутових відходів[джерело?].

## Історія
Історія міста пов'язана з стародавнім минулим територій нашої країни та сусідніх, етногенезом українського і молдовського народів, тісно переплетена з історичними подіями часів національно-визвольної боротьби східнослов'янських та молдовського народів проти кримськотатарського, турецько-османського поневолення, становлення та розвитку північно-західного Причорномор'я у XVIII—XX ст., зокрема, з історією виникнення та розвитку залізничного транспорту на території України.
Історики припускають, що поселення Бирза з'явилося в середині XVIII століття. 1779 рік вважається роком заснування с. Бірзула. У 1791 р. було підписано Ясський мирний договір, внаслідок якого територія між Дністром і Південним Бугом відійшла від Османської до Російської імперії. З 1803 р. село входить до складу Херсонської губернії (Косівська волость, Ананьївський повіт).
Час виникнення поселення (селища): у 60-х роках XIX століття, із проведенням залізниці Одеса–Балта. Раніше тут була Липецька поштова станція, базари по середах, проходить велика поштова дорога з Балти до Дубосарів.
У 1863–1865 рр. станція Бірзула стала одним з перших залізничних вузлів в Україні, котрий розпочав забезпечувати рух та ремонт локомотивів на Південно-Західних (Києво-Балтській і Одесько-Балтської) залізниць.
У 1893 р. на станції Бірзула (у селищі при залізничній станції) було споруджено церкву Успіння Пресвятої Богородиці в пам'ять дивовижного порятунку під Харковом 17 жовтня 1888 р. імператора Олександра ІІІ та його родини. А 18 грудня 1904 р. Бірзулу особисто відвідав імператор Микола ІІ. У 1905 р. у селі відбувається ряд революційних заворушень, пов'язаних з демократичною революцією 1905—1907 рр.
З історією міста пов'язані неординарні події та особистості періоду Радянсько-української війни (один з них Котовський та маршал Якір). 3 березня 1917 р. в селі було створено громадський комітет — орган Тимчасового уряду.
17 січня 1918 р. владу у Бірзулі захоплюють більшовики. З березня по листопад 1918 року село брало участь у боротьбі з австрійсько-німецькими військами, більшовицькими військами керував Григорій Котовський. 5 грудня село звільняють війська Української Центральної Ради. [3, с. 242]
На початку лютого 1919 року в Бірзулі відбулися переговори між представниками Директорії УНР та французьким полковником А. Фрейденбергом — начальником штабу військ Антанти в Одесі. Представники Директорії УНР вимагали визнання Української держави Антантою та надання їй воєнної допомоги.
7 — 10 березня 1919 р. у Бірзулі стояв Кінний полк ім. Петра Болбочана Армії УНР, перейменований згодом на Кінний полк Чорних Запорожців.
У квітні 1919 р. Бірзула знову була захоплена більшовиками. У вересні 1919 р. село захопили денікінці. В січні 1920 року його знову зайняли більшовицькі війська. 22-23 квітня 1920 року повстанці отаманів Заболотного і Пшонника разом з учасниками Першого зимового походу армії УНР розгромили більшовицькі частини і визволили Бірзулу. У лютому 1920 року владу остаточно взяли комуністи.
З листопада 1921 р. селище Бірзула стає волосним центром Балтського повіту Одеської губернії
У 1924 р. селище Бірзулу віднесли до селищ міського типу. 12 жовтня 1924 р. за участю Г. Котовського в Бірзулі проголошується створення Молдавської АРСР (зі статусом автономії у складі УРСР), що стало основою для подальшої відбудови державності Молдови, яка в той час перебувала у складі Румунського королівства. 

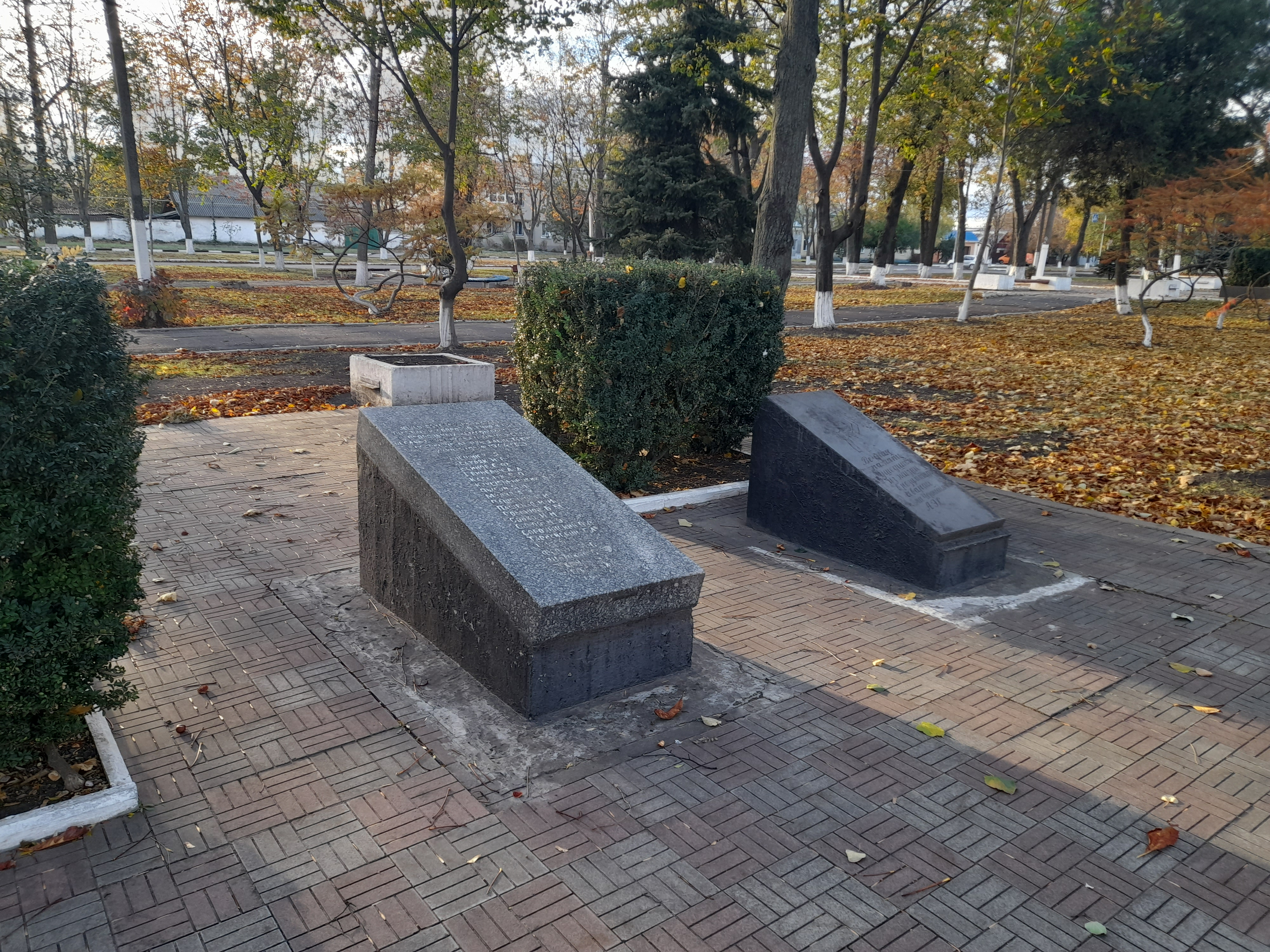
Братська могила 23 учасників Руху Опору

На початок 1941 року місто займає важливе місце в оборонній системі південно-західного кордону України (Півдні Радянського Союзу), тут дислокуються частини 2-го механізованого корпусу, стрілецькі та авіаційні частини Робітничо-Селянської Червоної армії.
В історичний літопис міста увійшли події початку Німецько-радянської війни в смузі дій Південного фронту
Післявоєнна історія міста поєднана з історією становлення та розвитку ракетних військ стратегічного призначення та одного з крупних військово-навчальних автомобільних центрів Збройних Сил СРСР та України, з 18-річною історією становлення Державної прикордонної та митної служб Незалежної України. Найближчим часом в місті планується відкриття Регіонального центру навчання Державної прикордонної служби України.
15 серпня 1957 року село Миколаївку Другу Великофонтанської сільради включено в смугу міста.
90-і роки XX століття ознаменувалися в історії міста як складний, але досить успішний процес переходу до нового суспільно-економічного укладу, нового способу господарювання, ринкових відносин, становлення та розвитку місцевого самоврядування та посилення його ролі та впливу на внутрішнє життя міста. На кінець 90-х років XX століття завдяки діям мерії розпочалася житлово-комунальна реформа, газифікація міста, розвинулась потужна система малого та середнього бізнесу.
У 2003 році м. Подільск стає членом Асоціації міст та громад України.
20 грудня 2005 року до території міста включили 412,5 гектара земель, які знаходились у віданні Великофонтанської сільської ради, 359,5 гектара земель — Куяльницької сільради, 155,0 гектара земель — Любомирської сільради, 91,0 гектара земель — Новоселівської сільради, 35,0 гектара земель Олексіївської сільради Котовського району, та затвердити загальну площу міста 2544,0 гектара.
У 2006 році затверджують символи міста — герб і прапор, у 2007 — гімн міста.
У жовтні 2006 в місті відбувся Всеукраїнський семінар з реформування житлово-комунального господарства за участю керівництва держави та мерів малих міст України. На семінарі досвід місцевого самоврядування Котовська з реформи житлово-комунальної сфери відзначено як передовий, новаційний та необхідний для впровадження в інших населених пунктах країни.
На початок 2009 року в місті стабільно функціонують соціальна та житлово-комунальна сфери, розвивається підприємництво.
Майбутній розвиток м. Подільська на найближчі десятиліття можуть визначити: впровадження сучасних енергозберігальних інноваційних технологій в житлово-комунальному господарстві, стабільна робота залізничного транспорту, розвиток шляхів сполучення, розвиток аграрного сектора району, успішне залучення інвестицій.

### Приналежність до адміністративно-територіальних одиниць
1779 р. — село Бірзула (Бірзолове, Бірзулове) вперше згадується в турецьких документах 1779 року в числі 41 населеного пункту Дубоссарської раї (в Османській імперії так називали території з немусульманським населенням).
1791—1796 рр. — Ново-Дубосарська волость Катеринославського намісництва Російської імперії.
1796—1803 (1804) рр. — Тираспольський повіт Новоросійської губернії.
1803 (1804) — 1895 рр. — Тираспольський повіт Херсонської губернії.
1895—1920 рр. — с. Бірзула стає волосним центром Ананьївського повіту Херсонської губернії.
З листопада 1921 року — волосний центр Балтського повіту.
У березні 1923 року — с-ще Бірзула стала районним центром Балтського округу, а постановою ВУЦВК від 30 липня 1924 року її зачислено до селищ міського типу.
12 жовтня 1924 року — у складі Української Радянської Соціалістичної Республіки з'явилася Молдавська Автономна Радянська Соціалістична Республіка, одним з районних центрів якої стала Бірзула.
У травні 1935 року — селище і станція Бірзула були перейменовані в Котовськ.
З 20 жовтня 1938 року — селище Котовськ зараховано до розряду міст (з включенням в міську смугу населених пунктів Лунчанської сільської ради).
У серпні 1940 року — з утворенням Молдавської Радянської Соціалістичної Республіки Котовськ (нині Подільськ) відійшов до Одеської області.
17 липня 2020 року — з утворенням Подільського району, адміністративним центром стає місто Подільськ.

### Епідемія коронавірусу
Місто стало одним із епіцентрів епідемії на Одещині.
19 квітня 2020 року помер 60-річний лікар із Подільська, є підозра, що він інфікував інших.
25 квітня лікар, що помер 19 квітня, заразив 32 медпрацівника станом на 25 квітня. Перевіряють інших медпрацівників. Всього на цей день на Одещині було 219 випадків захворювання.

## Влада

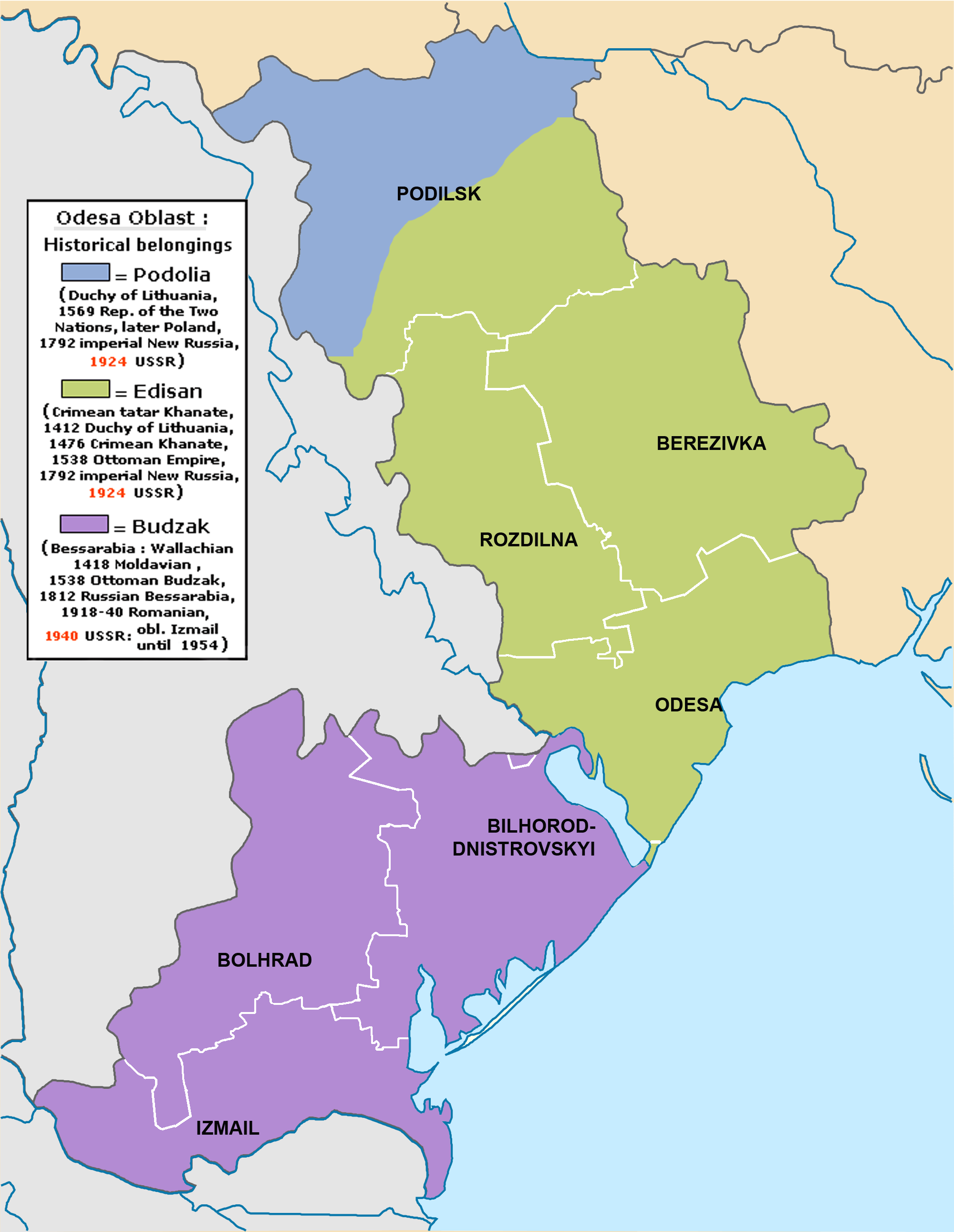
Історично-географічні межі сучасної Одеської області

Міським головою Подільська з 1988 по 2022 р. був Анатолій Іванов. З 2022 року виконує обов'язки голови міськради — Албанський Олег Богданович.

## Демографія
Станом на 4 серпня 2023 року населення Подільська становило близько 40 тисяч осіб. Жінок в місті більше, ніж чоловіків. За віковим складом у місті переважають люди молодого та середнього віку. Природний приріст населення від'ємний. Кількість економічно активного населення віком від 15 до 70 років становить близько 27 тис. осіб, близько 18 тис. мешканців зайняті у різних сферах економічної діяльності. Рівень безробіття в місті становить 2,6 %, рівень зайнятості 72 %.
| 1888 | 1897  | 1923  | 1926    | 1931    | 1939    | 1959    | 1970    | 1979    | 1989    | 2001    | 2011    | 2021    |
| ---- | ----- | ----- | ------- | ------- | ------- | ------- | ------- | ------- | ------- | ------- | ------- | ------- |
| 395  | ▲2307 | ▲8803 | ▲10 007 | ▲10 667 | ▲16 795 | ▲27 830 | ▲36 463 | ▲41 250 | ▲43 078 | ▼40 718 | ▼40 668 | ▼39 662 |

### Національний склад
У місті нараховується понад 55 національностей, серед яких найбільшими національними групами є українці — 33,4 тис. осіб, росіяни — 4,2 тис. осіб.
Історична динаміка національного складу за даними переписів:
|           | 1926   | 1959   | 1989   | 2001   |
| українці  | 56,5 % | 67,9 % | 72,9 % | 82,2 % |
| росіяни   | 12,1 % | 20,1 % | 17,6 % | 10,3 % |
| молдовани | 1,9 %  | 4,7 %  | 6,8 %  | 5,1 %  |
| євреї     | 25,1 % | 3,3 %  |        |        |

| Національність  | Відсоток |
| --------------- | -------- |
| українці        | 82,25%   |
| росіяни         | 10,35%   |
| молдовани       | 5,12%    |
| білоруси        | 0,46%    |
| болгари         | 0,20%    |
| вірмени         | 0,15%    |
| євреї           | 0,14%    |
| інші/не вказали | 1,33%    |

### Мова
Рідна мова населення за даними перепису 2001 року:
| Мова       | Чисельність, осіб | Доля     |
| ---------- | ----------------- | -------- |
| Українська | 28 593            | 70,32 %  |
| Російська  | 10 791            | 26,53 %  |
| Молдовська | 915               | 2,25 %   |
| Інші       | 365               | 0,90 %   |
| Разом      | 40 664            | 100,00 % |

### Релігії
Панівною релігією в місті є православне християнство. Проте ще на початку XX століття, до єврейських погромів та встановлення радянської влади, у с. Бірзула проживала значна кількість євреїв, відповідно був поширений юдаїзм, у селі з 1914 р. діяла синагога, однак у 1923 р. вона була закрита радянською владою.

## Економіка

### Промисловість

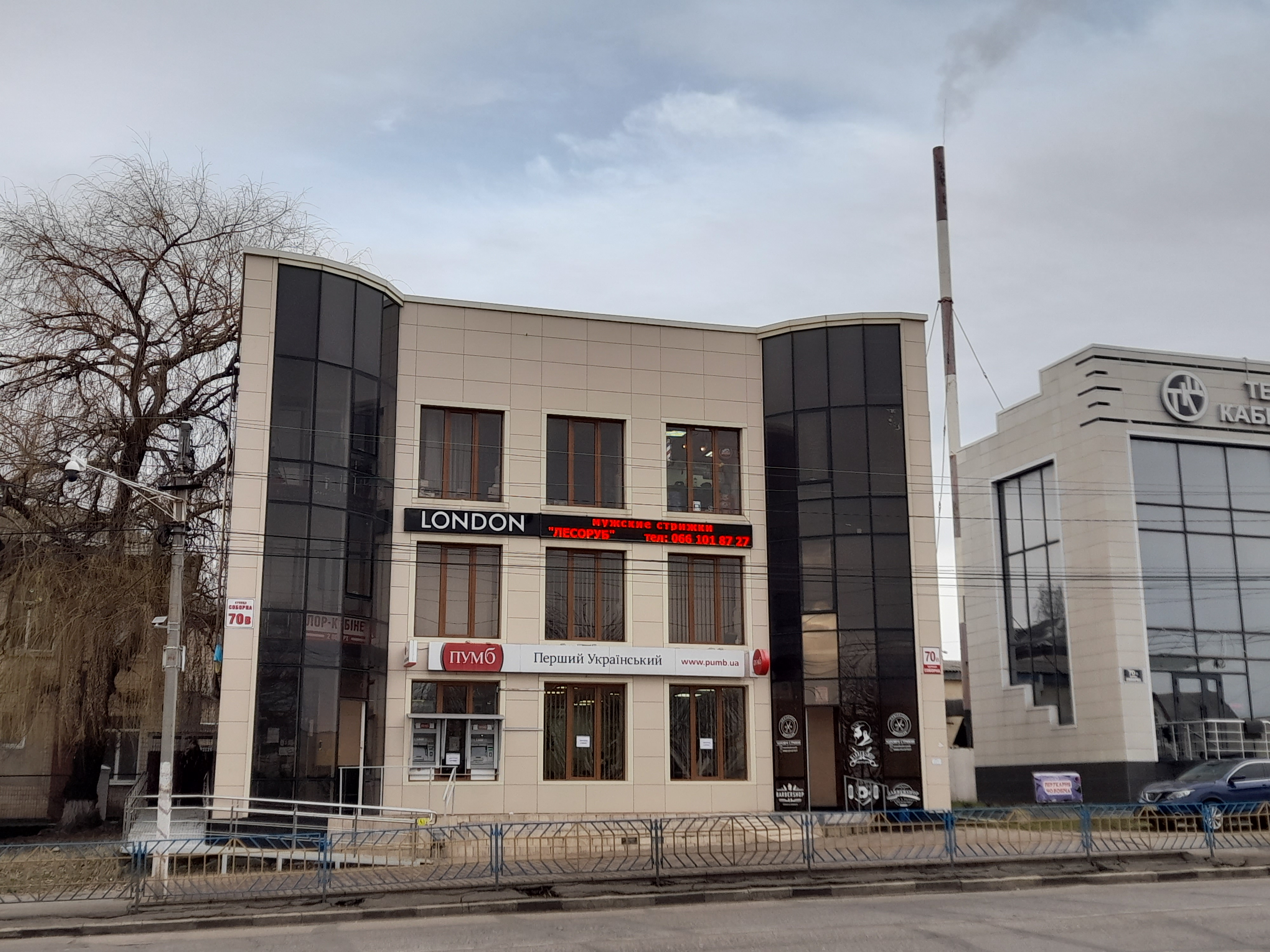
Будівля банку на вул. Соборній

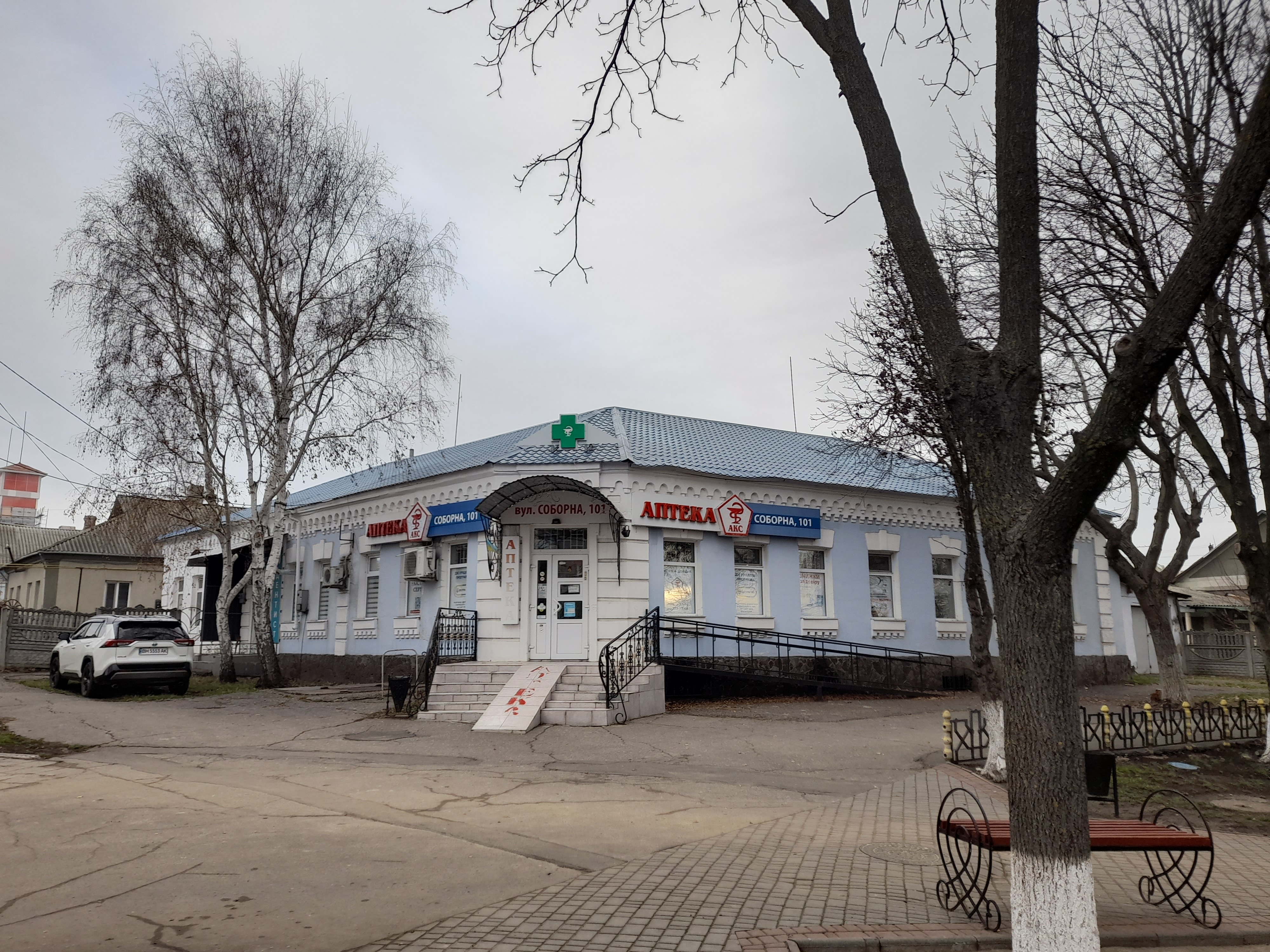
Стара будівля із аптекою

Промисловість міста є однією із головних галузей економіки. В місті колись працювало 7 промислових підприємств.
Була добре розвинута харчова промисловість. Флагманом місцевої промисловості був Цукровий завод, який було введено в експлуатацію в 1961 р. Також успішно працювали такі промпідприємства, як Котовський м'ясокомбінат, Зернопереробне підприємство, місцевий винзавод, хлібозавод.
Одним із найстаріших підприємств міста є Меблева фабрика, яка випустила свою першу продукцію у 1934 р. Реконструкція підприємства дозволила вийти йому на рівень найкращих серед підприємств галузі. В останні роки підприємство було відзначене рядом дипломів за успішну роботу. До речі, це єдине промислове підприємство, яке не змогла до сьогодні знищити місцева влада. Також в місті діяла пір'яно-пухова фабрика, збудована у 1974 р. за проектом фірми «Лорх» (Німеччина) з повним автоматизованим виробничим процесом.

### Туризм

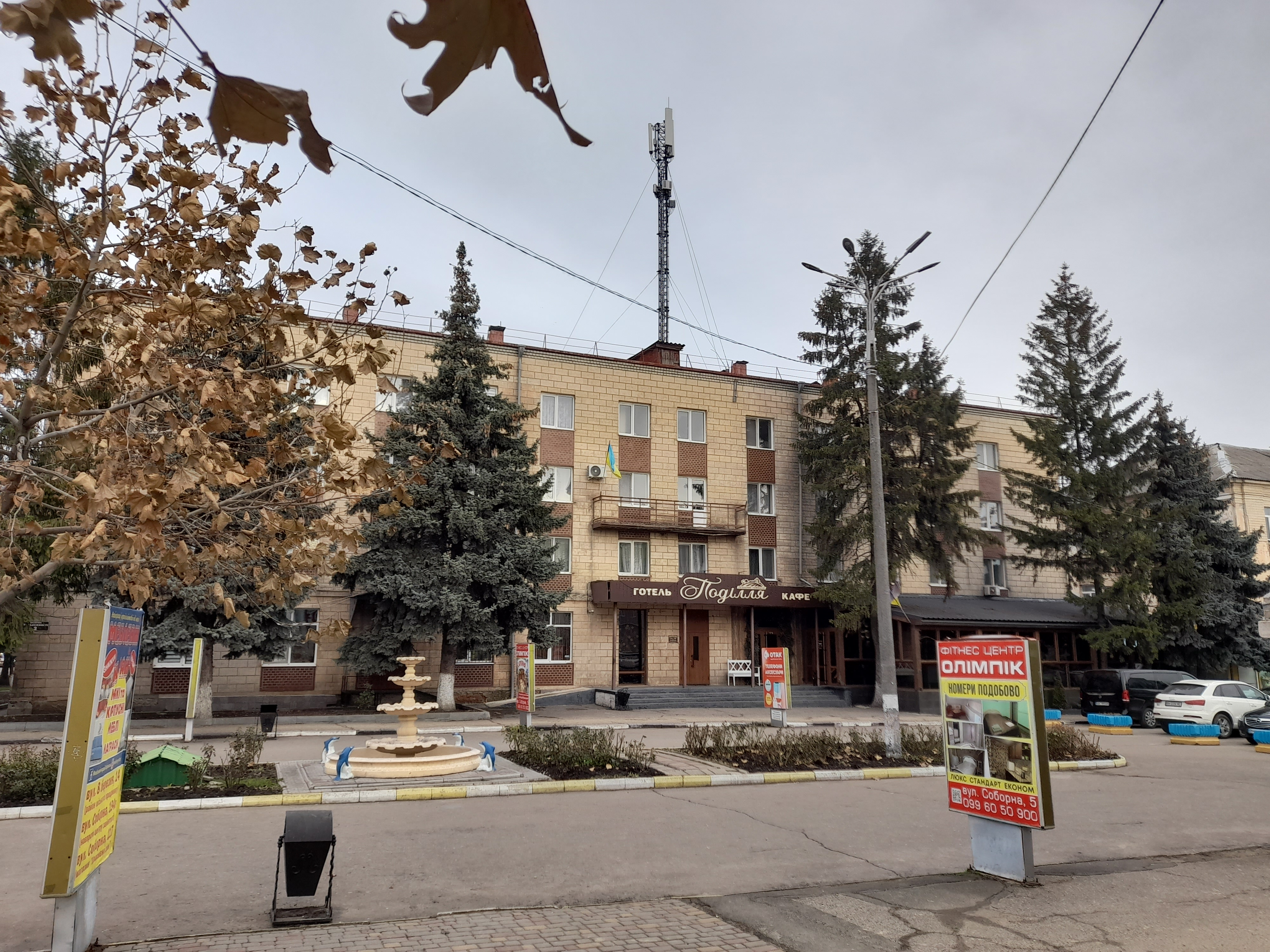
Готель «Поділля» (раніше — «Супутник»)

Найцікавішими туристськими об'єктами міста можна вважати міський вокзал та залізничну станцію (одна з перших в Україні), а також Подільський краєзнавчий музей. Серед об'єктів, які теоретично можуть привабити туриста, у місті також є дві братські могили радянських воїнів, полеглих під час радянсько-німецької війни 1941—1945 рр., на одній з них горить вічний вогонь. В цілому місто має певні перспективи щодо розвитку туризму, адже з ним пов'язані деякі цікаві факти та події. До того ж, необхідні заходи з боку міських органів державної влади, спрямовані на розвиток індустрії туризму, і зокрема на розвиток інфраструктури, можуть принести значні зміни в стан рекреаційного господарства та індустрії туризму в місті.
Донедавна мавзолей Котовського вважали також туристським об'єктом, однак у рамках декомунізації в Україні він буде розібраний.

## Музеї
Головним музеєм міста є Подільський міський краєзнавчий музей.
До відкриття музею з 1957 р. до 1962 р. можна було відвідати склеп-могилу Котовського. Там проводили різноманітні заходи, екскурсії, бесіди. У 1961 р. Котовський райком партії ухвалив рішення організувати краєзнавчий музей на громадських засадах.
22 жовтня 1961 р. відбулося відкриття музею ім. Котовського, про що свідчить запрошення на відкриття музею, яке збереглося до сьогоднішнього часу і представлене в музеї. Матеріали музею розповідали про життєвий та бойовий шлях Г. І. Котовського.
У 1980 р. був відкритий зал картинної галереї, де була представлена творчість місцевих художників. Експозиція галереї постійно поповнювалась, зібралось майже 50 робіт. Серед них акварель народного художника МРСР Л. П. Григоращенко, мальовничі полотна, виконані місцевими художниками І. Х. Сандецьким та В. В. Євдокимовим, ліногравюри та пастелі київського художника Сліпченка М. Ф., серед яких пейзажі Одеси, Києва, Котовська. На початку 1980-х рр. профіль музею змінено з історико-краєзнавчого на історико-художній. У 2007 р. профіль було змінено на краєзнавчий.
Згідно з актом обстеження за 2007 р., приміщення музею перебувало у незадовільному стані. Відсутня система опалювання, каналізації. Щороку погіршувався стан будівлі. У зв'язку з цим було прийнято рішення про переведення музею, який розміщувався за адресою проспект Котовського, 31, у міський будинок культури за адресою: вул. Бочковича, 1. Наразі в музеї налічується три експозиційні зали з історії та природи Подільського краю, один великий зал картинної галереї, у цьому ж залі виставляються народні умільці, а також є зал, де оформлюються експозиції, що висвітлюють визначні дати поточного року.
З квітня 2010 р. розпочалося оформлення головної експозиції музею, а вже восени почалися перші екскурсії у відродженому музеї, з'явилися перші відгуки відвідувачів. Зараз міський краєзнавчий музей — місце, у якому відвідувачі мають можливість дізнатися про історію краю, побачити роботи майстрів народної творчості, художників тощо.

## Транспорт

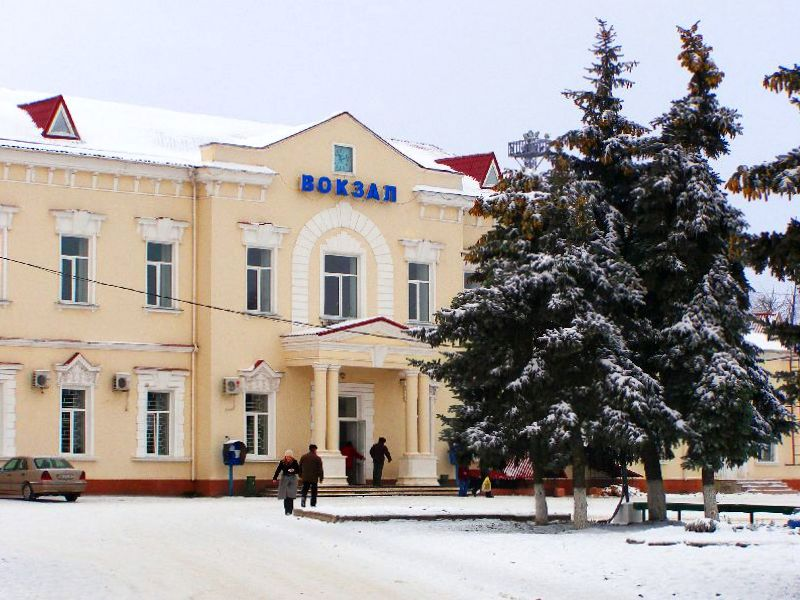
Будівля залізничного вокзалу станції «Подільськ»

Станція Подільськ є великим залізничним вузлом трьох напрямків: на Жмеринку, на Первомайськ та на Одесу. 9 підприємств залізничного транспорту обслуговують близько 250 км головного шляху, близько 150 км станційних шляхів та забезпечують енергопостачання та зв'язок на залізниці Одеської, Миколаївської та Вінницької областей. Найстаріше підприємство міста — Локомотивне депо є одним з провідних підприємств залізничного транспорту країни.
У всіх трьох напрямках ходять як приміські електрички, так і швидкі поїзди. На напрямку Київ-Одеса — також і швидкісні. Крім основної станції, є ще платформа Подільськ-Північний, де можна сісти тільки на приміські рейси.
У Подільську є три великих мости (не рахуючи містків через струмки).
У місті розташовано два автопідприємства: ВАТ «АТП — 15171», ВАТ «Пасавтотранссервіс». Діють приміські автобуси. Роботу по перевезенню пасажирів на 9 міських маршрутах здійснюють 80 мікроавтобусів приватних підприємців.

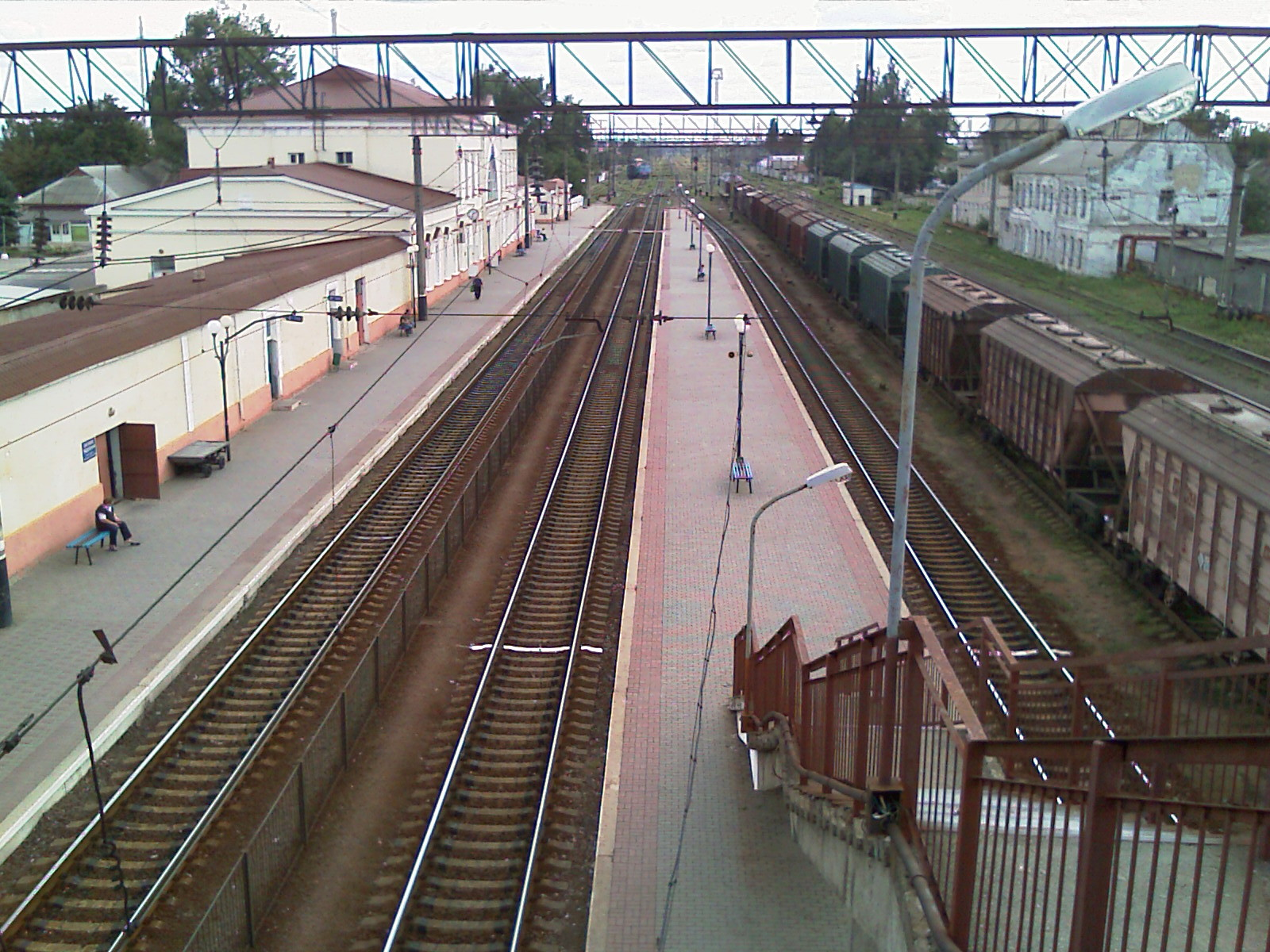
Залізничний вокзал
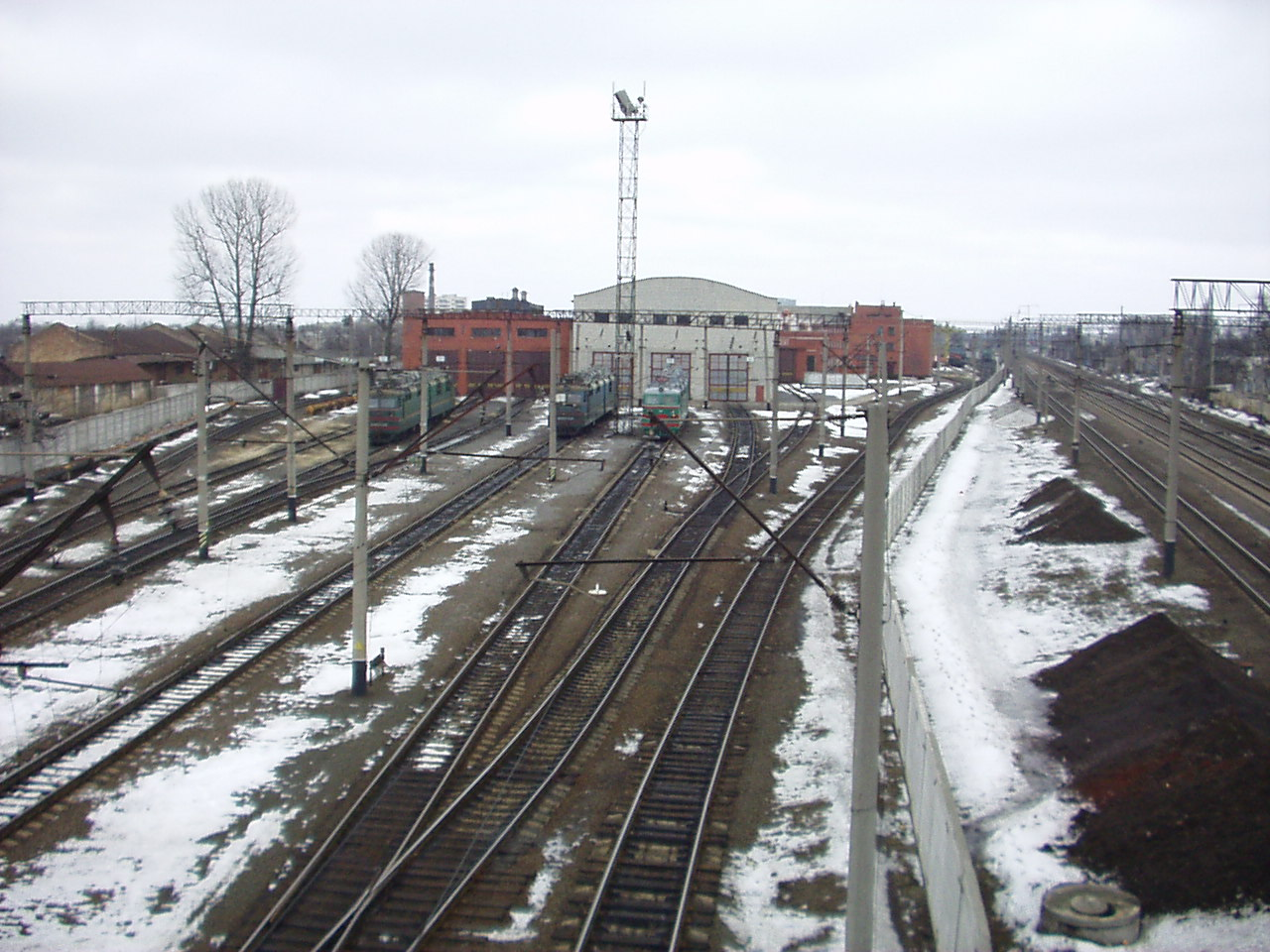
Локомотивне депо Подільськ
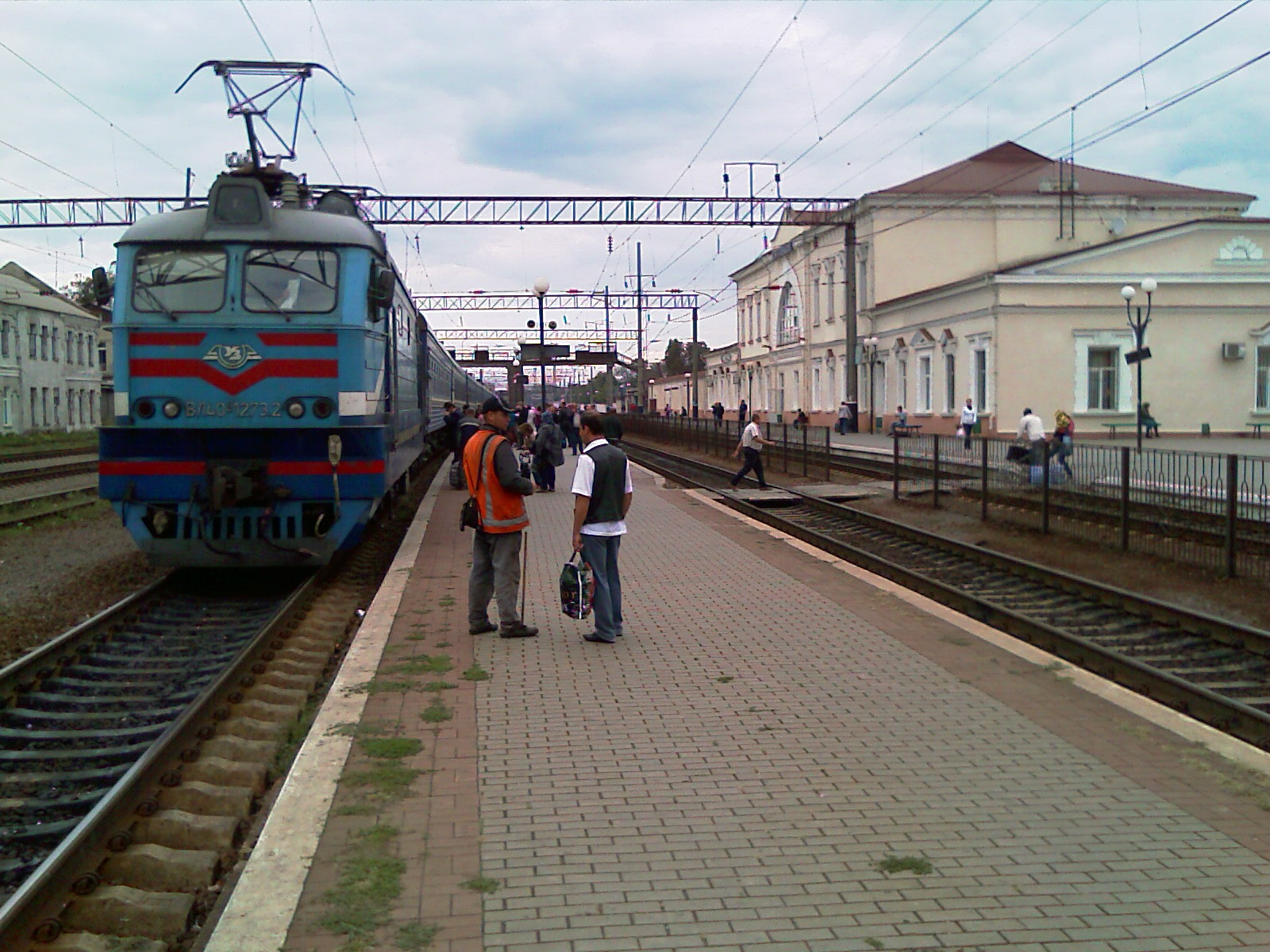
Станція Подільськ

## Архітектура

### Пам'ятники та скульптури

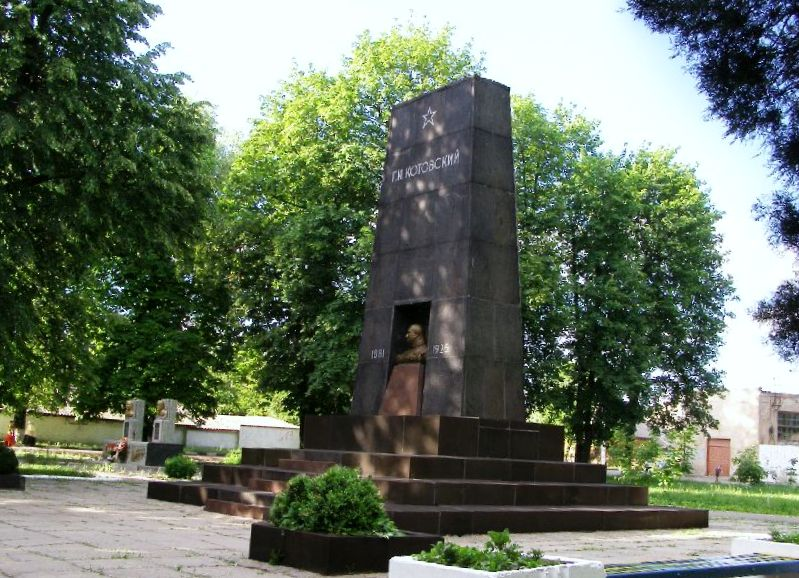
Мавзолей Котовського

Пам'ятники міста присвячені радянським партійним та військовим діячам, мають ідеологічно-пропагандистський характер, комуністичну тематику. Пам'ятники В. Леніну знесений в рамках очищення від тоталітарних символів у лютому 2015 року. Ще є три пам'ятники Григорію Котовському, два пам'ятники уродженцю Саврані Герою Радянського Союзу Кирилові Бочковичу, два монументи воїнам-афганцям, пам'ятник борцям за владу Рад, пам'ятник жителям міста, полеглим під час радянсько-німецької війни 1941—1945 рр., воїнам-визволителям, які боролися з нацистськими окупантами, пам'ятник Праці.

### Будівлі

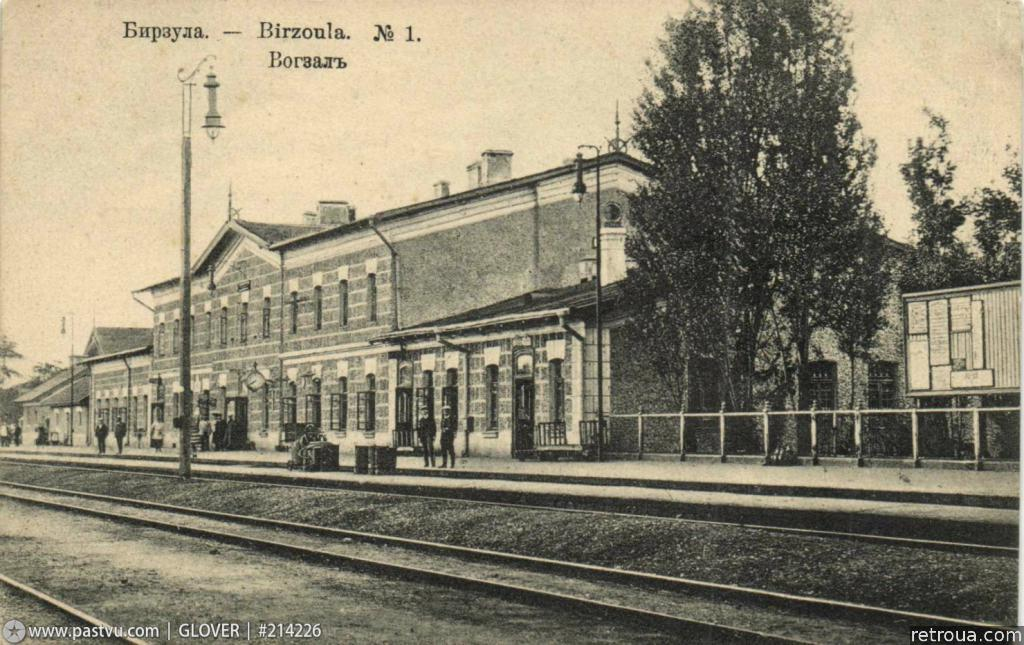
Вокзал, стара світлина.

Найбільш цікава архітектурна споруда Подільська — це будівля міського вокзалу, споруджена 1946 року. Стара будівля знаходиться на бульварі Бірзульському, навпроти сучасного залізничного терміналу, споруджена 1865 р., коли тодішнє с-ще Бірзула стало однією з перших залізничних станцій на території сучасної України. У традиціях соцреалізму в місті споруджені будівлі міськкому партії (1958), міська рада, Клуб залізничників (де на 1-му урочистому засіданні Ревкому 9 листопада 1924 було проголошено Молдавську АРСР), будівлі гімназії, земської школи (школа № 1), школи № 6, колишньої синагоги (приміщення «Укртелекому» на проспекті Котовського). Нині будується Свято-Миколаївський собор.

## Культура

### Образотворче мистецтво
Події, пов'язані з військовими діями на території міста часів революції 1917—1921 рр. за участю Г. І. Котовського, відображені у багатьох творах образотворчого мистецтва, зокрема у живописі (картини художників М. Ф. Слипченка, Г. А. Шмельова) [5, c. 60-61].

### Бібліотеки
В місті діє централізована бібліотечна система, книжковий фонд якої нараховує 29,2 тисячі екземплярів. В бібліотеці наявні читальний та абонементний зали, книгосховище.

### Спорт

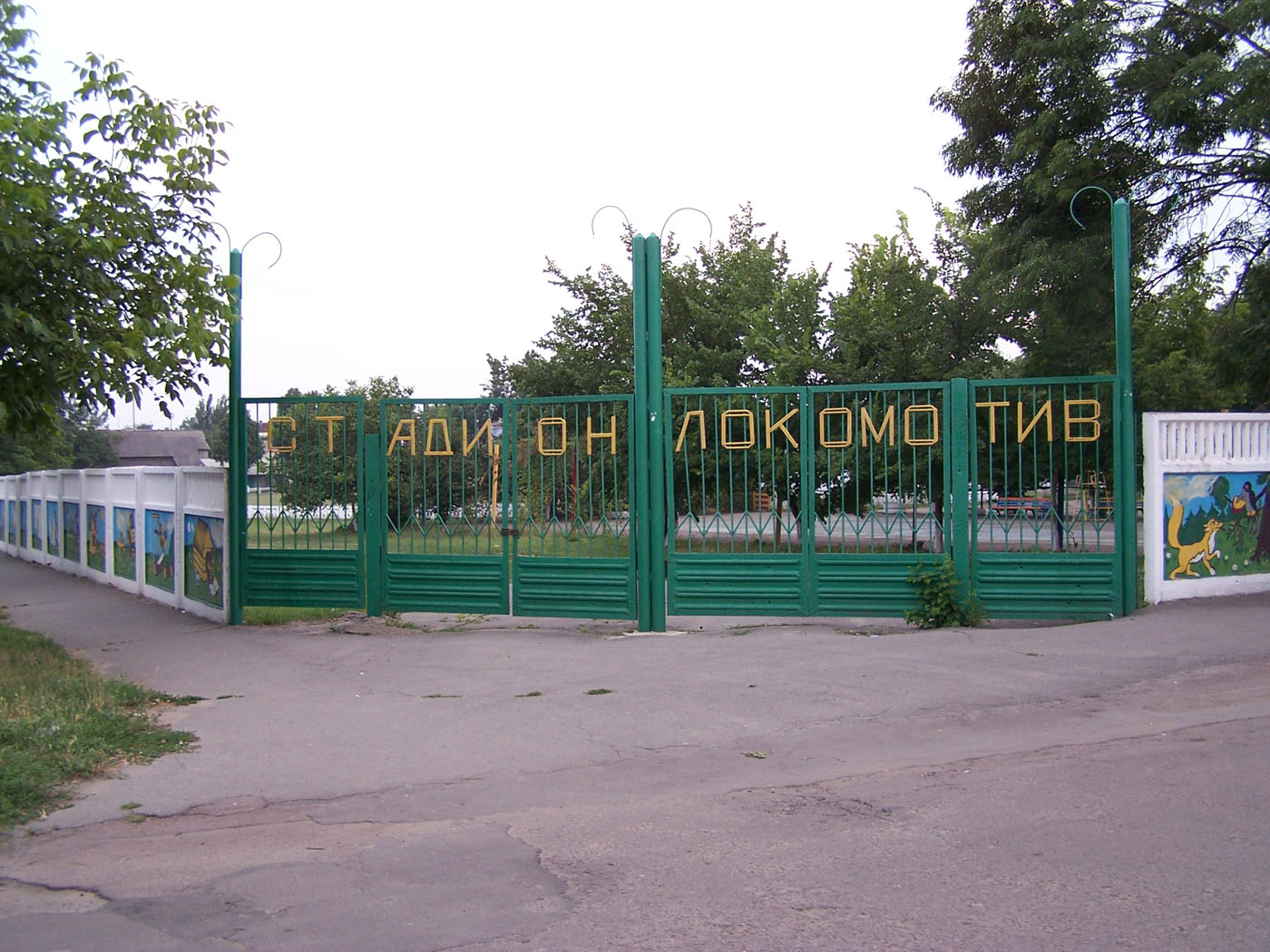
Головний вхід на стадіон «Локомотив»

У Подільську є стадіони (найбільший — стадіон ім. Котовського, також великим, але надто не пристосованим для спортивних ігор є стадіон «Локомотив»), дві спортивні школи, спортивні зали та майданчики, шаховий клуб. Також у місті функціонують боксерські клуби, котрі перебувають в районі Черьомушек і Цукрового заводу.

### Парки

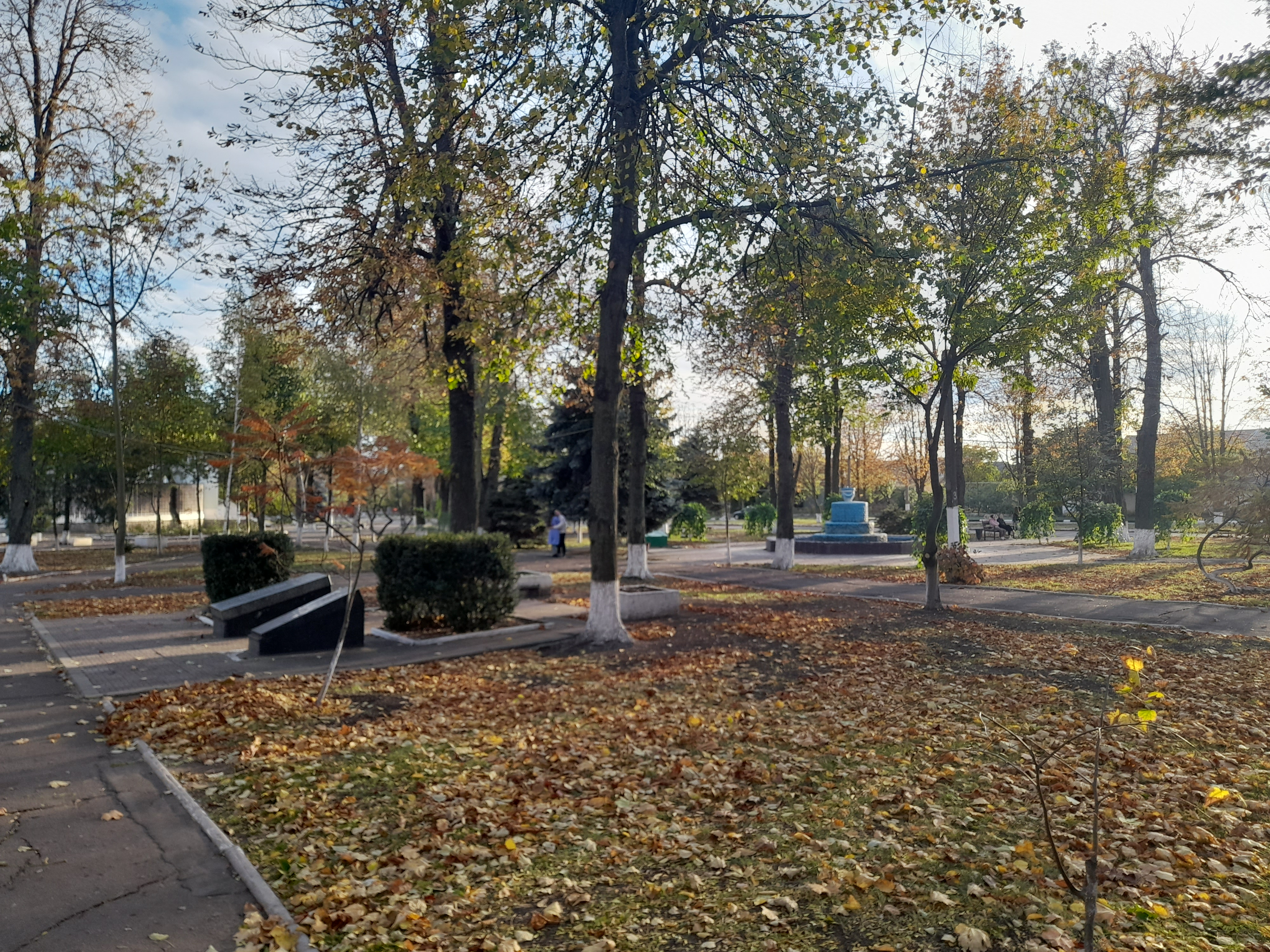
У парку ім. Т. Г. Шевченка

В місті є кілька парків: найстарший в центрі міста носить ім'я Т. Г. Шевченка та має статус «Пам'ятки садово-паркового мистецтва місцевого значення»; на жаль, занедбаний парк на бульварі Заслонова є продовженням старовинного Токарського саду, що тягнеться кілька кілометрів байрачними балками до річки Ягорлик. Також у місті створюється, але дуже повільно дендропарк «Надія» на території лісового масиву «Стражник». Парк «Шана праці» в центрі міста є найбільш романтичним місцем в Подільську.

### Освіта
Єдиним вищим навчальним закладом міста є Котовське медичне училище I рівня акредитації (з 1968; нині Подільський медичний фаховий коледж ім. В.О. Жуковського). Медичне училище готує медсестер загального профілю та фельдшерів. Після отримання освіти молоді спеціалісти йдуть працювати в різноманітні медичні заклади Одеської області. А повну вищу освіту в місті можна отримати в місцевій філії університету «Україна».

1975 року відкрито республіканський навчально-курсовий комбінат, який готував кваліфіковані кадри робітників для сільськогосподарських ремонтних підприємств.

З 1956 року діє середнє професійно-технічне училище механізаторів широкого профілю/ Ремісниче училище механізації сільського господарства № 9 (ДПТНЗ «Котовський професійний ліцей»).
В місті функціонує також 10 загальноосвітніх шкіл, один будинок-інтернат, 12 дитсадочків. У закладах освіти навчаються та виховуються 5712 дітей, з них: в школах 4318, у дошкільних закладах 1394, 1766 дітей охоплено позашкільною освітою. У закладах освіти навчаються та виховуються 5712 дітей, з них: в школах 4318, у дошкільних закладах 1394, 1766 дітей охоплено позашкільною освітою.
В закладах освіти міста забезпечується державна політика як по відношенню до державної мови, так і до мов національних меншин. Функціонує 5 україномовних шкіл (1, 2, 6, школа-інтернат, гімназія та школа-ліцей), в 5 школах є класи з українською і російською мовами навчання.
З метою створення сприятливих умов для навчання дітей-шестирічок працюють групи продовженого дня.
Певне місце в роботі шкіл міста посідає робота з обдарованими учнями. В міських олімпіадах щорічно бере участь понад 800 учнів-переможців шкільних олімпіад.
З метою активізації фізкультурно-оздоровчої та спортивно масової роботи серед учнів загальноосвітніх навчальних закладів щорічно проходять Спартакіади колективів фізичної культури шкіл міста. Традиційно змагання проводяться з таких видів спорту як легка атлетика, шахи, шашки, настільний теніс, волейбол, естафети.
За підсумками навчального року щорічно найкращі учні випускних класів загальноосвітніх шкіл (по три учні кожного випускного класу) нагороджуються подяками міського голови та грошовими призами. Робота відділу та закладів освіти передбачає врахування освітніх проблем, нахилів та здібностей учнів і створення умов для навчання старшокласників відповідно до їхнього професійного самовизначення. В школах міста працює 18 профільних класів за напрямками: суспільно-гуманітарний — 6, філологічний — 6; технологічний — 3, природничо-математичний — 3.
З 1 вересня 2008 року діє безкоштовне харчування учнів пільгового контингенту.

## Цікаві та маловідомі факти і події
За перше історичне згадування Бірзули вважають 1779 рік. Але відлік часу ведуть від частини села Любомирка — Бірзули, яка й досі перебуває за межами міста. Натомість місто поглинуло такі села як Виноградівка (район старої лікарні), Миколаївка (район Каштану), Іванівка (район Токарського саду), Лунча (німецька колонія), єврейське містечко Бирза, село Михайлівка та село Торговиця. 
Цікавою історичною подією можна вважати переговори Міністра агітації та пропаганди УНР Сергія Остапенка з начальником штабу французьких військ в Україні генералом Фрейденбергом 6 лютого 1919 р. на станції Бірзула. Українська сторона виступала з проханням допустити представників УНР на міжнародну конференцію в Парижі, велася розмова щодо схвалення Антантою проведення в Україні соціальних реформ. Урешті-решт, переговори виявилися безрезультатними.
Під час свого заслання до Кишинева через ямську станцію в Бірзулі проїздив російський поет Олександр Пушкін. Саме його перу належить вислів «Пристал как бирзульская грязь».
Загалом місто відвідали три російські імператори: Микола І, Олександр ІІ та Микола ІІ, а також генсеки СРСР Микита Хрущов та Леонід Брежнєв. Жоден з президентів України місто не відвідував.
У 1890 рр. місто відвідував відомий український письменник Михайло Коцюбинський. Для свого твору «Для загального добра» він запозичив історію про трагедію сім'ї, що тоді проживала в Бірзулі. [4, c. 565]
Бірзулі присвятив своє оповідання «На разъезде» російський письменник Іван Бунін.
1918 року в Бірзулі розташовувався штаб Головнокомандувача УНР Симона Петлюри. Сам Петлюра Бірзулу щиро шанував, а молитися їздив до монастиря «Райський сад», що розташований за містом, поблизу села Липецьке

(у травні 1913 року біля селища Липецького Ананьївського повіту Херсонської губернії, ієромонахом Балтського монастиря Інокентієм (в миру Іван Левізор (1875-1917) було засновано «Новий Єрусалим» або «Райский сад» — величезний підземний монастир, розрахований на дві тисячі чоловік).
Після завершення основної частини підготовчої роботи 19 вересня 1924 р. на черговому засіданні було ухвалено Постанову Політбюро ЦК КП(б)У щодо створення Автономної Молдавської Соціалістичної Радянської Республіки у складі УСРР.
У ньому обговорювалися такі важливі питання, як територія та межі МАСРР; внутрішнє районування; адміністративний центр; практичні заходи, пов'язані із встановленням центру у смт. Бірзулі.

За легендою перше, урочисто обставлене засідання Ревкому МАРСР пройшло не в Тирасполі (Тираспіль був лише третім за величиною містом автономії (майже 15 тис. жителів); його як регіональну столицю облюбував найвищий молдаванин у керівництві СРСР Михайло Фрунзе), а в другому за величиною місті автономії — Балті (трохи менше ніж 18 тис. жителів). Там же пройшли Перша Всемолдавська обласна партійна конференція (18–21.XII.1924) та Всемолдавський з'їзд рад, розпочали роботу постійні органи державної влади.
Під пам'ятником Г. І. Котовському в міському сквері, який був відкритий в 1934 р., знаходився мавзолей з тілом Котовського, подібний до мавзолею В. І. Леніна в Москві. Він разом із пам'ятником складав єдиний архітектурний ансамбль. Але під час німецько-нацистської окупації пам'ятник і склеп-мавзолей було зруйновано, а ордени та почесну зброю комбрига було вкрадено.
Після війни 1941—1945 рр. останки Котовського було знайдено і перепоховано, на могилі в 1965 р. на його честь відкрито новий пам'ятник, виконаний за проектом одеського архітектора М. Н. Проценка.
1941—1950 року в Котовську було створено підпільний округ ОУН. Через сувору конспірацію провід окружкому було переведено в Одесу, але в місті залишився численний актив, який значно перевищував актив прорадянського підпілля.
Наприкінці 1980-х років в місті планували створити тролейбусну лінію. Для цього навіть спроектували новий автомобільний міст через залізницю в районі автовокзалу. Однак СРСР розпався і наміри електризувати міський автотранспорт не здійснилися.
На початку 90-х років минулого століття під час організаційної поїздки в Окни у Котовську загубився один із засновників сучасної України, лідер Народного руху України В'ячеслав Чорновіл. Політик знайшовся наступного дня на квартирі комуніста, який згодом став націоналістом.
2013 року в Подільську вперше в області було повалено пам'ятник Леніну, котрий був встановлений в парку біля клубу залізничників.
2014 року влада міста мала намір встановити погруддя Тарасові Шевченку. Однак саботаж мера міста Анатолія Іванова не дав здійснитися цим планам і фундамент під монумент поріс бур'янами.
28 січня 2015 року рішенням сесії Подільської міської ради з центрального парку культури і відпочинку Подільська було демонтовано ще один пам'ятник Леніну.
Негрецкул Михайло Васильович, відомий інженер-конструктор і винахідник полупостійного струму, створював свої перші винаходи саме в Подільську.

## Гімн міста
Музика Г. Г. Пятникова. Текст П. Лютенка[джерело?]
Ми Подільська щасливі всі діти,

До великої прагнем мети:

Задля міста творити і жити,

Його славу високо нести!
Згуртували нас битви й стихії,

Не поглинув нас час лихоліть,

Все в тобі: і надії і мрії

І печалі і радощів мить!
І куди б нас не кликала доля,

Шлях додому нам легко знайти,

Бо на те є завжди твоя воля,

І у кожному серці є ти
Залізниця, мов мати годує,

Земляків твоїх славних родини.

Ти тепер на кордоні вартуєш

Зберігаючи спокій країни
Твою честь ми завжди захищаєм

Від жорстоких нежданих негод,

Це тому, що ми є подільчани -

Український великий народ!

### Відео
- Гімн міста [Архівовано 17 січня 2022 у Wayback Machine.]// Ютюб

## Газети міста
- Газета «Подільські вісті»
- Незалежна газета «Слово и дело»
- Комерційна газета «Подільська реклама»
- Подільська рекламно-інформаційна газета «З рук в руки»

## Телебачення
Інформаційним органом місцевого самоврядування міста є Комунальна телерадіокомпанія «Котовське ефірне телебачення» (ТРК «КЕТ»). ТРК створено у серпні 1996 року.
В місті також працює Перший канал Українського Національного радіо (Суспільне радіо) 103,6 MHz, радіо «НВ» 92,4 MHz, «Громадське радіо» 92,0 MHz.

## Особистості
У населеному пункті народилися:
Джигалова Людмила Станіславівна (1962) — українська легкоатлетка, дворазова олімпійська чемпіонка в естафеті 4х400 метрів. Заслужений майстер спорту СРСР. Кавалер Ордену Княгині Ольги ІІІ ступеню (2002 р.).
- Кобилецький Іван Іванович — Герой Радянського Союзу.
- Григорашенко Леонід Павлович[ru] — молдавський радянський графік і живописець, заслужений діяч мистецтв Молдавської РСР (1960), народний художник Молдавської РСР (1963), член-кореспондент Академії мистецтв СРСР (1958).
- Краковський Володимир Лазаревич[ru] — радянський, потім російський письменник і журналіст.
- Ксіда Ніна Владиславівна (* 1955) — виконавиця на народних музичних інструментах. Заслужена артистка України.
- Ладієв Ростислав Якович — український вчений в галузі автоматизації хімічних виробництв.
- Рожков Дмитро Анатолійович (1979—2014) — солдат Збройних сил України, учасник російсько-української війни.
- Шустерман Лариса Миколаївна — заслужений майстер народної творчості України.
- Ткач Ануся — переможниця дитячого вокального шоу «Голос країни. Діти». Виступає в проектах видатного українського рок-музиканта Олега Скрипки та одеського джазмена Юрія Кузнецова.
- Олексій Потьомкін (26.03.1921 — 25.08.2003) — майор гвардії, Герой Радянського Союзу, був названий почесним громадянином м. Котовськ.
- Валентин Опальов (нар. 4.07.1958) — член Академії Російського телебачення, член Асоціації теле- та кінопродюсерів, член Гільдії продюсерів Росії.
- Родіонов Сергій Михайлович[ru] — російський геолог, член-кореспондент РАН.
- Лариса Руснак  (нар. 28.01.1962) — актриса, знімається переважно у телевізійних серіалах та кіно, актриса Київського національного українського театру ім. І. Франка.
- Селіверстов Віктор Валентинович[ru] — російський політик.
- Володимир Мунтян  (нар. 14.09.1946 р.) — заслужений майстер спорту з футболу, півзахисник київського «Динамо» і збірної СРСР. Сім разів ставав чемпіоном СРСР, що є рекордом радянського футболу (разом з Олегом Блохіним). Двічі вигравав Кубка СРСР, володар Кубка Кубків УЄФА та Суперкубка УЄФА, учасник чемпіонату світу 1970 р. Після завершення кар'єри гравця тренував українські та закордонні футбольні клуби, під його керівництвом збірна Гвінеї пробилася у фінальну частину Кубка Африки 1998 р.
- Єгудін Валерій Григорович  (29.08.1937 — 4.12.2007) — оперний співак, народний артист СРСР (1983 р.). Провідний соліст Новосибірського державного академічного театру опери та балету (1961—1992 рр.) і його директор (1992—2001), був головою Правління Новосибірського Відділення Спілки театральних діячів Росії, членом Правління СТД РФ. Всього виконав близько 60 партій. Один із найкращих виконавців ролі Отелло в Росії.
- Гліб Васильович Ватагін  (1899.11.03. — 1986.10.10) — українець за походженням, італійський фізик, член Академії деї Лінчеї в Римі. Створив велику наукову школу в Бразилії, де жив у 1939—1956 рр. і організував Інститут фізики космічних променів. Запропонував статистичну теорію множинної генерації частинок космічних променів. У 1920 р. емігрував до Італії, де в 1922 р. з відзнакою отримав ступінь з фізики, а в 1924 р. — з математики. У 1934 р. Гліб Ватагін приймає запрошення університету Сан-Паулу та переїздить до Бразилії. Там він виплекав цілу плеяду фізиків: Ч. Латтес, О. Сала, М. Шенберг та ін.
- Ковальський Анатолій Дмитрович (02.09. 1941 — 14.06.2016)– український письменник, поет, журналіст, краєзнавець, член Спілки журналістів СРСР, член Національної Спілки журналістів України, володар золотої «Почесної відзнаки Національної Спілки журналістів України»
- Корембліт Олександр Хільович (28.05.1932 —) — український письменник, поет, журналіст, Член Української асоціації письменників, член Національної спілки журналістів України, Відмінник освіти України.
- Марковський Ігор Федотович (1949—2018}) — український художнник.
- проживав та похований Конокеєнко Дмитро Павлович (1990—2017) — молодший сержант Збройних сил України, учасник російсько-української війни.
- Данилевич Аліса Петрівна (нар. 1978) — кандидат історичних наук, провідний історик, викладач КНУ ім. Т. Г. Шевченка.

## Персоналії
- Бондаренко Павло Васильович(1990-2022) - Старший сержант загинув 24 лютого 2022 року.
- Зайцев Дмитро Сергійович (1988-2022) загинув 2022 року.
- Лен Сергій Сергійович (1987-2022) - Старший Солдат загинув 24 лютого 2022 року.
- Стратон Алла Вікторівна (1970-2022) - Старший Солдат загинула 24 лютого 2022 року.
- Беріна Олена Віталіївна (1979-2022) - загинула 24 лютого 2022 року.
- Шапорова Наталія Миколаївна (1986-2022) - Солдат загинула 24 лютого 2022 року.
- Медведенко Олександр Сергійович (1987-2022) - Солдат загинув 24 лютого 2022 року.
- Гуцол Олег Вікторович (1975-2022) - Майор загинув 24 лютого 2022 року.
- Гуцол Лариса Миколаївна (1975-2022) - Старший Солдат загинула 24 лютого 2022 року.
- Кутішевська Людмила Русланівна (1993-2022) - Старший серржант загинула 24 лютого 2022 року.
- Ясько Олександр Олексійович (1976-2022) - Капітан загинув 24 лютого 2022 року.

## Міста-побратими
- Молдова — Хинчешти (у 1965—1990 рр. — Котовськ).